# 承快法親王
承快法親王（1591年4月7日—1610年1月14日），幼名二宮、七條殿，是日本江戶時代前期的法親王，生父母是後陽成天皇及中山親子，後水尾天皇和高松宮好仁親王的異母兄弟。他也是天台宗的三千院門跡。

## 履歷
慶長三年（1598年）兩度入仁和寺，慶長六年（1601年）前師承最胤法親王及得度、繼承梶井門跡（三千院），後接受親王宣下到寬永十六年（1639年）去世，葬魚山，院號實性院。